# 자셈 알후와이디
자셈 모하메드 이브라힘 알후와이디(Jasem Mohammed Ibrahim Al Huwaidi, 1972년 10월 28일, 쿠웨이트시티 ~ )는 쿠웨이트의 전 축구 선수이다.
쿠웨이트의 알살미야 SC(Al-Salmiya SC), 아랍에미리트의 알샤바브, 사우디아라비아의 알힐랄, 카타르의 알라얀에서 선수 생활을 하였다.
쿠웨이트 대표팀에서는 1992년~2009년 100경기에 출장해 65골을 기록했으며 쿠웨이트의 1998년 아시안 게임 축구 준우승, 걸프컵 우승, 아랍 네이션스컵(Arab Nations Cup) 3위 수성에 공헌하였다. 1998년 국제 경기 세계 최다 득점자로 기록되었으며 그의 활약에 힘입어 쿠웨이트는 1998년 12월에 FIFA 랭킹 24위까지 오른 바 있다.
바르셀로나에서 열린 1992년 하계 올림픽에도 출전한 바 있다.